# Archives municipales de Toulouse
 (mai 2025).
Les Archives municipales de Toulouse sont un service public de la ville de Toulouse qui a pour mission de collecter, conserver et classer, afin de les communiquer au public, les sources permettant de reconstituer l’histoire de la ville et de ses habitants.

## Les missions des Archives
Elles sont identiques pour tous les services d'archives en France mais la manière de les mettre en œuvre peut quelquefois varier d'un service à l'autre.

### Un service administratif à vocation culturelle
Les missions des Archives sont multiples : 
- collecter les sources de l'histoire de la ville et de ses habitants auprès des services municipaux, des particuliers, des associations et des entreprises ;
- classer les documents selon leur provenance et leur période, pour les mettre à la disposition du public ;
- conserver les documents en les préservant et en les restaurant ;
- communiquer les documents par la salle de lecture, le service éducatif, les éditions, les expositions et le site Internet.

### Les fonds documentaires
Les Archives municipales de Toulouse sont riches de plus de 14 500 mètres linéaires de documents. Ceux-ci, datant du XIIe siècle à nos jours, proviennent majoritairement des services municipaux. Ils sont augmentés de dons, de dépôts, d'achats d'archives privées provenant d'entreprises, d'associations ou de particuliers.
Le contenu de ces fonds est très varié : organisation et administration de la commune, cadastre, comptabilité. L'urbanisme est présent aussi, avec les permis de construire, les bâtiments municipaux (dont les écoles primaires) et tout ce qui a trait à la voirie et aux travaux publics. 
La population toulousaine est également concernée, avec les registres paroissiaux et d'état civil, ainsi que les recensements et les affaires militaires. La vie de la commune (élections, police municipale, actions culturelles diverses) est aussi conservée. 
Les différents dossiers sont complétés par une collection de documents iconographiques : affiches, cartes, plans, dessins et gravures, photographies et cartes postales. Les archives possèdent également une bibliothèque historique et administrative de périodiques, de brochures et d'ouvrages.
Les Archives municipales de Toulouse possèdent un fonds particulier : les Annales manuscrites de la ville de Toulouse. Ces Annales sont une collection de 12 gros registres retraçant le récit, année par année, des évènements survenus dans la ville entre 1295 et 1787. Ce récit est illustré d'enluminures, parmi lesquelles des portraits des capitouls, consuls de la ville.
Les fonds des Archives sont progressivement numérisés, afin de permettre une communication et une conservation plus sécurisées.

#### Fonds Trutat

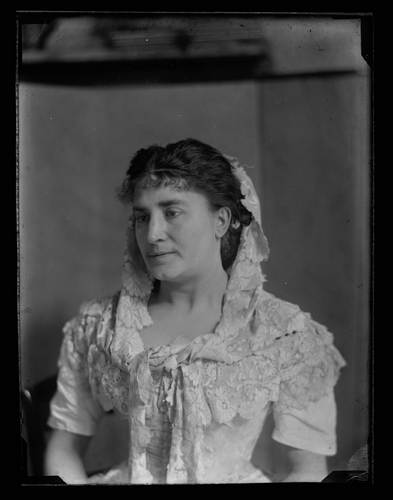
Portrait en buste de Caroline Cambe, épouse d'Eugène Trutat
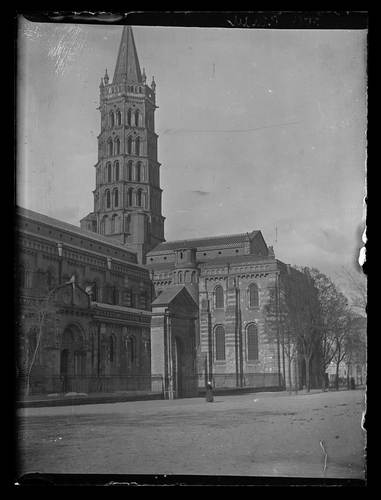
Basilique Saint-Sernin
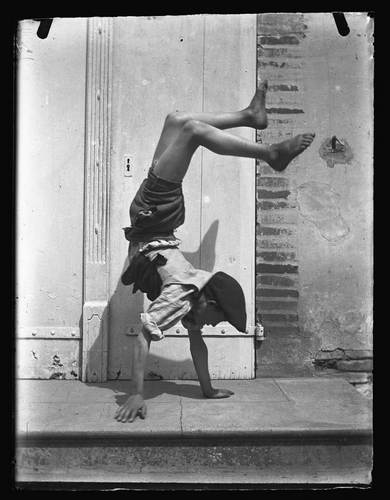
Enfant en équilibre sur les mains
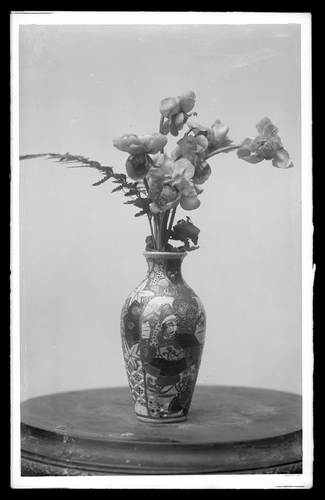
Nature morte : bouquet de fleurs
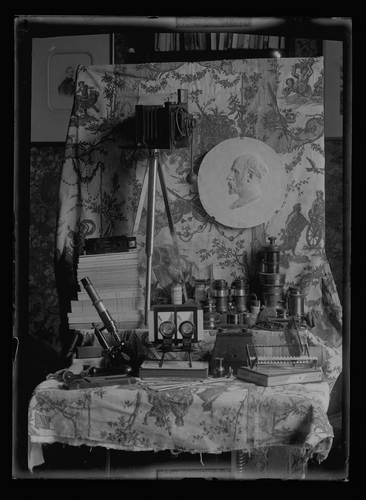
Panoplie photo

### L’inventaire du patrimoine et Urban-Hist
Depuis 2003, par convention avec l’État, puis depuis 2006 avec le soutien de la Région, les Archives réalisent l’inventaire du patrimoine architectural de Toulouse.
La ville de Toulouse et le service régional de l’inventaire ont entrepris depuis plusieurs années : 
- l’inventaire du patrimoine bâti de Toulouse ;
- des études monographiques sur les édifices signalés ;
- la mise en ligne d’un outil de connaissance, de gestion urbaine et d’anticipation, qui soit à la fois un outil d’aide à la décision et de médiation culturelle : Urban-Hist.

Depuis 2010, une convention a été signée avec l'État pour la réalisation de la carte archéologique de Toulouse. En 2013, Toulouse Métropole a rejoint le programme à la suite de la création de son service archéologique.

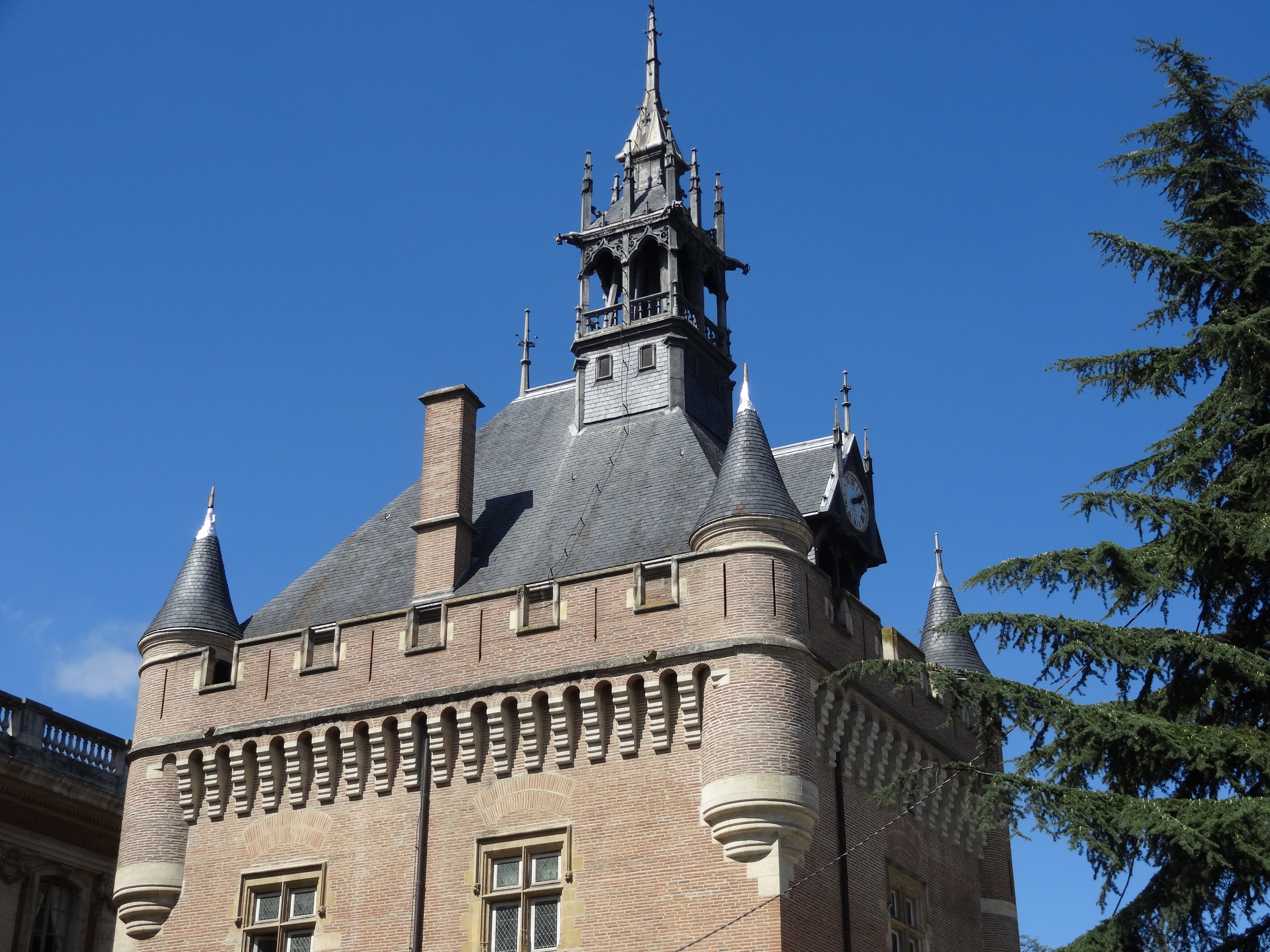
Tour des Archives en 2012.

En mai 2012, la seconde version du site internet cartographique www.urban-hist.toulouse.fr, « le patrimoine toulousain à la carte », a été mis en ligne. Cette application comprend un outil de gestion et un outil de publication.
En septembre 2013, une application mobile gratuite, "Urban-Hist, tout le patrimoine de Toulouse" est mise à disposition pour Android et IOS. L'application n'est à ce jour plus disponible sur les plateformes de téléchargement.

## Histoire des Archives municipales de Toulouse

### La tour des archives, 1529-1946
Le premier lieu de conservation des Archives a été la tour des Archives, aujourd'hui office du tourisme de Toulouse. Les Capitouls avaient en effet pris en 1519 la décision de réformer les archives pour en améliorer la conservation. La tour qui contenait précédemment les archives, située au même endroit, mais insalubre, a été alors détruite. Le bâtiment a été restauré par Eugène Viollet-le-Duc au XIXe siècle.

### Les Archives, rue de Périgord, 1946-1995
Au lendemain de la seconde guerre mondiale, le conseil municipal décide de déménager les archives dans les sous-sols de la bibliothèque de Périgord, la tour du Capitole étant devenue inadaptée et trop exiguë pour y conserver ces documents.

### Les Archives au réservoir de Périole, dès 1996

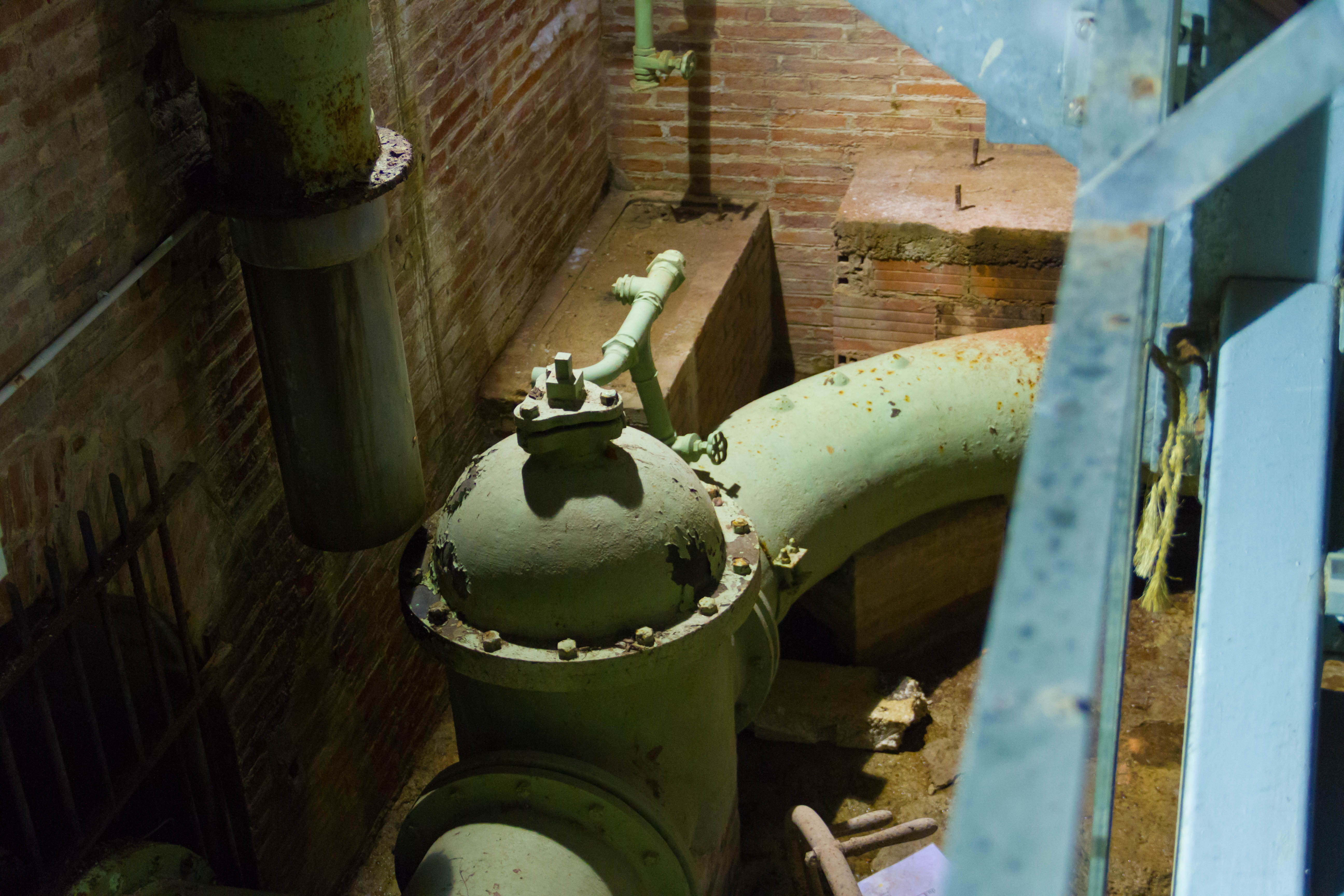
Ancien tuyau, bâtiment du réservoir de Périole.

En 1996, les Archives s'installent dans l'ancien réservoir d'eau de Périole, au nord de Toulouse. Ce bâtiment, datant de 1892, et destiné à alimenter la ville en eau, a une capacité de 13 000 m3 et était désaffecté depuis les années 1960. Après deux années de travaux, où les bassins sont modifiés pour devenir magasins de conservation, les Archives disposent d'une capacité de 5 000 m2 pour préserver et communiquer les documents.

## Articles liés
- Ernest Roschach
- Annales manuscrites de la ville de Toulouse
- Archives
- Toulouse